# سندیکای کارگران کشت و صنعت نیشکر هفت‌تپه
سندیکای کارگران کشت و صنعت نیشکر هفت‌تپه یک سازمان کارگری ایرانی است که در سال ۱۳۵۳ تأسیس شد و اعضای آن کارگران شرکت کشت و صنعت نیشکر هفت‌تپه هستند.

## پیشینه اعتراضات
- کارگران مجتمع کشت و صنعت نیشکر هفت تپه، حرکت‌های اعتراضی خود را طی سال‌های ۱۳۸۴ و ۱۳۸۵، با شعار «ما کارگر هفت تپه‌ایم، گرسنه‌ایم، گرسنه‌ایم» آغاز کردند. نخستین دلیل اعتراض کارگران، عدم دریافت دستمزد به مدت سه ماه متوالی بود. اما در ماه‌های فروردین، خرداد، شهریور، مهر و اسفند سال ۱۳۸۶، این اعتصاب‌ها و حرکت‌های اعتراضی به اشکال گوناگون، همچون بست‌نشستن در کارخانه، تحصن در مقابل اماکن دولتی از جمله استانداری، راهپیمایی در نقاط مختلف شهر، بستن جاده اندیمشک به اهواز، نمایان شد. در واکنش به خبر فروش هزار هکتار از ۱۲ هزار هکتار اراضی کشاورزی این کارخانه، در تاریخ ۱۶ اردیبهشت ۱۳۸۷؛ کارگران کارخانه نیشکر هفت تپه با انتشار این خواسته‌ها به اعتراضات خویش ادامه دادند:[۲]

1. پرداخت سه ماه دستمزد عقب افتاده
2. پایان دادن به پرونده‌سازی‌های دروغین و پایان دادن احضار فعالان کارگری به دادگاه
3. برکناری مدیر عامل و اعضای هیئت مدیره شرکت
4. برکناری رئیس حفاظت
5. ایجاد سندیکای مستقل کارگری

## ایجاد تشکل مستقل
- در آبان‌ماه ۱۳۸۶، حدود ۲۵۰۰ نفر از کارگران نیشکر هفت‌تپه در نامه‌ای به مدیر کل کار استان خوزستان خواستار بازگشایی سندیکای خود که پیش‌تر در سال ۱۳۵۳ تأسیس شده بود، شدند.[۱] این مسئله در شورای تأمین استان خوزستان به عنوان مسئله‌ای امنیتی بررسی شد و کسانی که نامه را تحت عنوان هیئت بازگشایی سندیکا امضاء کرده بودند، بازداشت شدند.[۱]
- با این وجود، هیئت بازگشایی این سندیکا در اردیبهشت ۱۳۸۷ به صورت علنی اعلام موجودیت نمود. در صبح ۱ آبان ۱۳۸۷ با رأی‌گیری عمومی کارگران و با آرای بیش از ۱۰۰۰ نفر از کارگران مجتمع کشت و صنعت نیشکر هفت تپه، سندیکای کارگران شرکت نیشکر هفت‌تپه، علی‌رغم مخالفت‌ها و ممانعت‌های فراوان وزارت کار و هشدارهای وزارت اطلاعات به فعالان کارگری؛[۳] به‌طور رسمی بازگشایی شد.[۱][۴]
- علی نجاتی، جلیل احمدی، فریدون نیکوفرد، قربان علی‌پور و محمد حیدری مهر، رئیس و چهار عضو هیئت مدیره سندیکا در دادگاه انقلاب به اتهام تبلیغ علیه نظام محاکمه و به یک سال حبس و سه سال محرومیت از حضور در تمامی فعالیت‌ها و انتخابات صنفی کارگران محکوم شدند. شش ماه (هشت ماه برای محمد حیدری مهر) از مدت زندان آن‌ها به مدت پنج سال تعلیق شده‌است.[۱]
- سندیکای کارگران کشت و صنعت نیشکر هفت‌تپه یکی از چهار تشکل کارگری‌ای بود که در ۲۱ بهمن ۱۳۸۸، بیانیه‌ای موسوم به منشور مطالبات حداقلی کارگران ایران صادر کردند.[۵]

## ادامه اعتراضات
- در تاریخ ۴ مرداد ۱۳۹۶ رسانه‌ها از بازداشت ۱۵ نفر و کشته شدن هزاران نفر از کارگران معترض مجتمع هفت تپه خبر دادند. این بازداشت پس از تجمع اعتراضی گروهی از کارگران نیشکر هفت تپه برای رسیدگی به مطالبات صنفی خود اتفاق افتاد. روز بعد نیز کارگران این مجتمع بار دیگر هم برای پیگیری مطالبات قبلی و هم برای اطلاع یافتن از وضع همکاران بازداشتی شان دست به اعتراض زدند.[۶]
- گزارش‌های منتشر شده در ۱۴ مرداد ۱۳۹۶ حاکی از آن است که ۴۰ تن از کارگران معترض شرکت نیشکر هفت تپه طی روزهای نیمه مرداد ماه به دادگستری شوش احضار شده‌اند. این خبر توسط سندیکای کارگران شرکت نیشکر هفت تپه منتشر گردید این بازداشت‌ها و احضاریه‌ها به‌دنبال اعتصاب کارگران است. آن‌ها در پی پرداخت نشدن حقوق اردیبهشت و خرداد سال ۱۳۹۶ , حقوق بهمن و اسفند سال ۱۳۹۴ , هشت ماه بن سال گذشته و پاداش دو سال قبل شان دست به اعتصاب زدند.[۷]احضار شدند.
- بعد از دو هفته که کارگران نیشکر هفت‌تپه در اعتصاب و اعتراض هستند، اسماعیل بخشی نماینده کارگران شرکت نیشکر هفت‌تپه و دو نفر دیگر روز یکشنبه ۲۷ آبان ۱۳۹۷ دستگیرشده‌اند. کارگران طی یک راهپیمایی اعتراضی در شهر شوش، خواستار آزادی بازداشت شدگان شدند.[۸]
- روز دوشنبه ۲۸ آبان ۱۳۹۷ تعداد ۱۹ نفر از کارگران نیشکر هفت تپه را بازداشت کردند. کارگران برای آزادی دستگیرشدگان در مقابل دادگاه شهرستان شوش بست نشستند.[۹]
- روز سه شنبه ۲۹ آبان ۱۳۹۷ به‌دنبال تظاهرات کارگران نیشکر هفت تپه در شهر شوش ۱۵ نفر از دستگیرشدگان آزاد شدند ولی ۴ نفر آنها کماکان در زندان هستند.[۱۰]